# Ridderturnering
En ridderturnering var en konkurrence, hvor adelige i middelalderen og renæssancen udviste mod og styrke i en række discipliner.
Ridderturneringer blev hurtigt populære, og sejrherren kunne vinde store præmier. Flere riddere levede af at rejse rundt i Europa og deltage i turneringer. Ved kong Hans' kroning i 1483 blev der afholdt en ridderturnering i København - en af de få gange, man med sikkerhed ved, at en sådan er blevet afholdt i Norden.

## Definition
Den engelske krønikeskriver Roger af Howeden beskriver turneringer som "militærøvelser der ikke udføres i den ridderlige ånd af fjendtlighed, men alene for øvelse og for at udvise sin dygtighed".

## Middelalderlig ridderturnering
Ridderturneringer opstod i 1100-tallet i Frankrig og Flandern som træningsdiscipliner for ridderne.
I 14- og 1500-tallet blev turneringerne en egentlig sportsgren uden tilknytning til krig. Det kan ses i udstyret, der blev mere målrettet mod turneringer, og meget af det var aldeles uegnet til egentlige krigshandlinger, fordi det ikke giver bevægelsesfrihed og udsyn.
Den første turnering, der kendes til i Danmark, foregik i 1311 i Rostock, arrangeret af Erik Menved. Her deltog 19 fyrster, tre ærkebiskopper og 948 riddere. Omkring 6.000 overværede turneringen.

## Turneringer i renæssancen
I middelalderen foregik ridderturneringer på åben mark, og det engelske ord joust betyder "et møde", brugt om en arrangeret kamp og ikke kun dystløb med lanser. I 1300-tallet kom der en stofbarriere mellem de to kombattanter. I 1400-tallet blev den erstattet med en barriere af træ eller et hegn. Formålet var et undgå kollision og give deltagerne den optimale vinkel til at bryde lanser. Det lettede ligeledes kontrollen over hesten og tillod rytteren at koncentrere sig om at ramme modstanderen. Introduktionen af barrieren menes at stamme sydfra: i tysk ridderturnering i 1500-tallet blev den kaldt den italienske eller "vælske" måde. Turneringsbaner med barriere blev bygget i England under Henrik 8.
I renæssancen blev rustningerne specialiserede og tungere. Flere vejede op til 50 kg; mere end rustninger i krig. Da bevægeligheden ikke var vigtig som i rustninger til krigsbrug, var det udelukkende den vægt, hesten kunne bære, der begrænsede tyngden.
I Frankrig i 1559 døde kong Henrik 2. af Frankrig af skaderne efter en turnering. Det satte en stopper for sporten i landet.
På Rosenborg findes både malerier og dragter, der viser dragter til ridderøvelser, karruseller.

## Turneringen
Ridderturneringerne udviklede sig til store sportsarrangementer med op mod tusinde deltagere og flere tusinde tilskuere. Til turneringerne annoncerede en herold deltagerne, deres våben, bedrifter og sejre.
Kun adelige måtte deltage ved ridderturneringer, og de skulle fremvise et adelsbrev, der viste deres herkomst.

### Discipliner
Dystløbet er det nok mest berømmede inden for ridderturneringer. I denne disciplin galopperer ridderne mod hinanden med fældet lanse for at ramme hinanden. Da ridderturneringer i høj grad gennemføres for fornøjelsens skyld, og da man ofte har kendt sin modstander personligt, er det sjældent, at der rides til døden. Derimod søger man at bryde sin lansespids på modstanderens skjold eller støde hjelmtegnet af modstanderens hjelm. Hjelmtegnet indeholder dele af ridderens heraldik. Selvom ingen som udgangspunkt forsøgte at dræbe hinanden, kunne dødsfald godt forekomme, og voldsomme fysiske skader var en naturlig del af turneringen.
For at undgå at ridderne falder af hesten, når han rammes, er sadlen konstrueret, så den har for- og bagsvidsel (går op både for og bag) for at holde ridderen på plads. Det gør også, at det er nemmere for ridderen at sidde fast, når han støder til modstanderen eller til noget fast. Konstruktionen besværliggør af- og opsidning, og i nogle tilfælde skal ridderen ligefrem løftes i sadlen af sine væbnere.
Vinderen af dystløbet vinder sin modstanders hest og udstyr, men det købes tilbage for en symbolsk betaling, og skal derfor ikke ses som et tilbageslag for den tabende ridder.
Quintanen kan være flere forskellige discipliner.
Ridt på quintane-skjoldet går ud på at ramme et drejeligt skjold og få det til at dreje så mange omgange som muligt. På armen er en modvægt af en pose med sand eller sten, og man skal undgå at blive ramt i nakken af posen, når skjoldet svinger rundt. En speciel quintane-lanse er massiv og har en stump ende.
På skjolder kan der være en lille klap, der kan åbnes, uden at selve skjoldet drejer sig. Det viser, at ridderen ikke blot kan støde hårdt, men også præcist.
En anden type quintane-disciplin går ud på at støde en spids lanse mod et skjold, der sidder fast på midterbarrieren eller et dertil indrettet stativ. Spidsen skal sætte sig fast i skjoldet og knække af lansen.
Ridt på maurerens hoved går ud på at samle et hoved op fra jorden i fuld galop med et spyd. Disciplinen kan gøres sværere ved at erstatte hoveder med hænder. Disciplinen efterligner de riddere, der under korstogene yndede at samle afhuggede hoveder op fra slagmarken med deres spyd.
Ringridning hvor ridderen til hest med lanse eller spyd skal fange en ring, som hænger i luften eller bliver kastet. Sværhedsgraden justeres ved at bruge ringe af forskellig størrelse.
Hug med sværd går ud på at ride i galop og hugge æbler, løg eller kål over med et sværd. Målene er som regel placeret skiftevis på højre og venstre side for at gøre det sværere, så ridderen skal hugge til begge sider.
Fodkamp foregår med nærkampsvåben som sværd, kampøkse, daggert, stridskølle eller stridshammer. Under en fodkamp er det vigtigt, at ridderen er beskyttet af rustning både for og bag, da modstanderen kan angribe fra ryggen. Tøndehjelmen bruges ikke til fodkamp, da den giver for dårligt udsyn og bevægelighed. Derimod bruges andre typer hjelme med visir.

## Udstyr
For at beskytte ridderen bærer han en rustning. Rustningen til ridderturneringer udvikler sig fra i 1200-tallet at have være ringbrynje med en eventuel brystplade til i 1400-tallet at være en heldækkende pladerustning. Jo længere man kommer op i tiden jo mere specialiseret bliver rustningen. De tidlige pladerustninger er en brystplade og beskyttelse på arme den øvre del af lår. Når man møder sin modstander til hest, er der ingen grund til at beskytte ryggen. En fuld pladerustning kan veje op til 50 kg. Brystpladen kan leder eventuelle stød væk fra hovedet ved eksempelvis at have to stykker V-formet metal sat fast på det øverste af brystet.
Til rustningen hører også panserhandsker, der er af metal med en læderhandske inden i. Den beskytter både mod splinter fra lansespidser og direkte stød mod hænderne, og den beskytter ridderens hånd, når lansen støder mod modstander eller andre mål.
En tøndehjelm beskytter hovedet. For at mindske risikoen for at få splinter i øjnene, er udsynet ganske lille – ofte kun en smal sprække. Andre hjelmtyper ses også. Under nogle typer tøndehjelme bæres en mindre hjem; en bascinet med ringbrynjekrave.
Øverst på hjelmen sidder ofte en del af ridderens heraldik: et dyr (en svane eller en løve) eller et tegn (som en den Franske Lilje). Det tjener både som mål under dystløbet, og for at publikum og herold lettere kan genkende ridderne.
Under rustningen bærer ridderen oftest en vams eller slagkofte af mange lag stof. Formålet med den er at absorbere stød og slag og gøre rustningen mere behagelig at have på.
Skjoldet bæres på venstre arm, men kan spændes fast så ridderen har hånden fri til at styre hesten. Formen er ofte konkav, så det "fanger" modstanderens lansespids bedre.
Lansen bæres med højre hånd. For at mindske belastningen holdes den lodret det meste af tiden. Man sænker lansen, mens man rider mod målet, og har først fældet den fuldt, når den skal ramme målet. Lansen har ofte en parerplade, for at beskytte hånden. Andre typer ses med kræmmerhusfaçon lige over håndtaget. Det får modstanderens lanse til at glide af.

## Heste
Ikke alle heste er egnede til turneringer. Den skal være kraftigt bygget pga. den store vægt, den skal bære. Hesten skal være rolig af gemyt, da det er mod dens natur at ride direkte mod en anden hest. Hestene trænes til turnering for ikke at gå i panik over de store menneskemængder. En hest trænet til krig har mange af de samme egenskaber som en turneringshest. Racer som jyder, tinker, shire og frieser er gode turneringsheste.

## Moderne ridderturneringer
Første gang, man genoptog middelalderens ridderturneringer, var Eglinton-turneringen i 1839. Under påvirkning af romantikken søgte man at genoplive fortiden og dyderne.

Mange middelaldermarkeder genskaber ridderturneringer, med mere eller mindre korrekte autentiske discipliner. Særligt i museumssammenhænge er man siden 1990'erne begyndt at bruge ridderturneringer som en aktiv del af formidlingen. På Middelaldercentret ved Nykøbing Falster afholdes der hver år omkring 100 ridderturneringer. På Tower of London opføres der også ridderturneringer.
Knights of Mayhem og Full Metal Jousting er eksempler på at bruge ridderturneringer som realityshow og som konkurrence. Ridderturnering har været den officielle sport i staten Maryland i USA siden 1962.
Der er også afholdt egentlige konkurrencer. EM i Ridderdyst blev i 2012 afholdt på Spøttrup Borg.
I september 2012 afholdt man første gang en autentisk ridderturnering i Sankt Wendel i Tyskland med hjælp af bl.a. Royal Armouries og Wallace Collection til at rekonstruere den med helt autentiske discipliner og våben. Således brugte man massive lanser og ikke træ, som var skåret for at knække lettere, som typisk benyttes til andre ridderturneringer.
Filmen A Knight's Tale fra 2001 handler om en væbner, der udgiver sig for at være ridder og deltager i ridderturneringer på lige fod med adelige og kongelige.